# Gilles Cohen (acteur)
Pour les articles homonymes, voir Gilles Cohen et Cohen.
Gilles Cohen est un acteur français né le 15 août 1963 à Paris.

## Biographie
Gilles Cohen fait ses études au lycée Voltaire à Paris où il découvre le théâtre. Une fois son baccalauréat obtenu, il intègre la classe libre du cours Florent sous la direction de Francis Huster. Il commence sa carrière au théâtre où il est acteur et metteur en scène, avant de faire ses débuts au cinéma en 1985.
Il a été marié avec la comédienne Emmanuelle Devos avec qui il a eu deux fils, Raphaël et Samuel Cohen.

## Filmographie

### Cinéma

#### Longs métrages
- 1978 : La Clé sur la porte de Yves Boisset : un adolescent
- 1985 : Parking de Jacques Demy : l'homme Bercy
- 1985 : Trois hommes et un couffin de Coline Serreau : le second loubard
- 1985 : L'Affaire des divisions Morituri de F. J. Ossang : le conducteur de la Bentley
- 1989 : Romuald et Juliette de Coline Serreau : un chauffeur
- 1992 : Un vampire au paradis d'Abdelkrim Bahloul
- 2001 : Chaos de Coline Serreau : un médecin
- 2004 : Rois et Reine d'Arnaud Desplechin : Simon, le cousin
- 2005 : De battre mon cœur s'est arrêté de Jacques Audiard : Sami
- 2005 : Gentille de Sophie Fillières : Hugues
- 2006 : Les Ambitieux de Catherine Corsini : Simon
- 2006 : L'École pour tous d'Éric Rochant : Jean-Christophe Despalin
- 2007 : Ma place au soleil d'Éric de Montalier
- 2007 : Actrices de Valeria Bruni Tedeschi : Jean-Luc
- 2007 : Le Temps d'un regard d'Ilan Flammer : le pharmacien
- 2007 : La Clef de Guillaume Nicloux : Larue
- 2008 : Le Nouveau Protocole de Thomas Vincent : William
- 2008 : La Fille de Monaco d'Anne Fontaine : Louis Lassalle
- 2009 : La différence, c'est que c'est pas pareil de Pascal Laëthier : Georges
- 2009 : Sweet Valentine d'Emma Luchini : Aronne
- 2009 : Un prophète de Jacques Audiard : Prof
- 2009 : Persécution de Patrice Chéreau : Michel
- 2010 : Sans queue ni tête de Jeanne Labrune : l'homme violent
- 2010 : Pauline et François de Renaud Fély : Serge
- 2011 : Une pure affaire d'Alexandre Coffre : le patron
- 2011 : Légitime Défense de Pierre Lacan : Zamanski
- 2011 : Le Roman de ma femme de Jamshed Usmonov : le policier
- 2011 : Les Yeux de sa mère de Thierry Klifa : Antoine
- 2011 : Voir la mer de Patrice Leconte : Max
- 2011 : Les Tribulations d'une caissière de Pierre Rambaldi : Fred
- 2013 : 20 ans d'écart de David Moreau : Vincent Kahn
- 2013 : La Religieuse de Guillaume Nicloux : le père de Suzanne
- 2013 : Crawl d'Hervé Lasgouttes : Jean
- 2014 : Mea Culpa de Fred Cavayé : Pastor
- 2014 : Brèves de comptoir de Jean-Michel Ribes : l'anesthésiste
- 2015 : La Dernière Leçon de Pascale Pouzadoux : Clovis
- 2015 : Arrêtez-moi là de Gilles Bannier : Maître Portal
- 2015 : Trois souvenirs de ma jeunesse d'Arnaud Desplechin : Elie
- 2016 : Parenthèse de Bernard Tanguy : Delalande
- 2017 : La Vie de château de Mody Barry et Cédric Ido : Dan
- 2018 : Le Poulain de Mathieu Sapin : Pascal Prenois
- 2019 : Qu'est-ce qu'on a encore fait au Bon Dieu ? de Philippe de Chauveron : Patrick
- 2019 : Persona non grata de Roschdy Zem : Jérôme
- 2020 : De Gaulle de Gabriel Le Bomin : Georges Mandel
- 2021 : Comment je suis devenu super-héros de Douglas Attal : Commissaire Chairmont
- 2021 : OSS 117 : Alerte rouge en Afrique noire de Nicolas Bedos : Roland Lépervier
- 2021 : Lui de Guillaume Canet : le médecin
- 2022 : Le Nouveau Jouet de James Huth : Monsieur Pouzier
- 2023 : Vaincre ou mourir de Paul Mignot et Vincent Mottez : Jean-Baptiste de Couëtus
- 2023 : La Syndicaliste de Jean-Paul Salomé : Hervé Temime
- 2024 : Six Jours de Juan Carlos Medina : Commissaire Da Costa
- 2025 : Rapaces de Peter Dourountzis : Spagiani

#### Courts métrages
- 2005 : Comme James Dean
- 2007 : Un bébé tout neuf
- 2009 : Cavalier seul

### Télévision
- 2008 : Vénus et Apollon (saison 2) de Pascal Lahmani – Chassard
- 2009 : Des gens qui passent d'Alain Nahum – Ansart
- 2010 : Engrenages (saison 3) de Manuel Boursinhac – Martin Roban
- 2015-2020 : Le Bureau des légendes (saison 1 à 5) d'Éric Rochant – Marc Lauré, dit « Moule à gaufres »
- 2016 : Damoclès de Manuel Schapira – Richard
- 2017 : Robin d'Alice Douard – Lawrence
- 2018 : Dix pour cent (épisode Béatrice) – Pascal Birague
- 2018 : Les Fantômes du Havre de Thierry Binisti – Commissaire Maxime Cartier
- 2019 : Le Voyageur de Stéphanie Murat – Raphaël Cesnat
- 2019 : Le Bazar de la Charité d'Alexandre Laurent – Préfet Leblanc
- 2020 : Paris-Brest de Philippe Lioret – Éric
- 2020 : Si tu vois ma mère de Nathanaël Guedj – Philippe
- 2022 : Oussekine d'Antoine Chevrollier - Maitre Garraud
- 2024 : Mercato, série de David Hourrègue : Alain Cherki
- 2024 : Cat's Eyes d'Alexandre Laurent : Thomas Godard
- 2025 : Tout pour la lumière de Nicolas Herdt

## Théâtre
- 1985 : Le Cid de Corneille, mise en scène Francis Huster, Théâtre Renaud-Barrault
- 1989 : Richard Gloucester d'après William Shakespeare, mise en scène Francis Huster, Théâtre Renaud-Barrault
- 1988 : La Pièce de Chambertin et Un mouton à l'entresol d'Eugène Labiche, mise en scène Gilles Cohen, Théâtre de la Tempête
- 1990 : Le Mystère de la chambre jaune de Gaston Leroux, adaptation Gilles Cohen et Dominique Thomas,mise en scène Gilles Cohen, Théâtre de la Tempête
- 1992 : Les Petits Marteaux de et mise en scène Gilles Cohen, Théâtre de la Tempête
- 1994 : Quisaitout et Grobêta de Coline Serreau, mise en scène Benno Besson, Théâtre de la Porte-Saint-Martin
- 2007 : La Mémoire de l'eau de Shelach Stephenson, mise en scène Bernard Murat
- 2011 : Mer de Tino Caspanello, mise en scène Jean-Louis Benoît, Théâtre de l'Atelier
- 2013 : Hughie d'Eugene O'Neill, mise en scène Jean-Yves Ruf, Espace des Arts, Chalon-sur-Saône, tournée
- 2014 : Le Tartuffe de Molière, mise en scène Luc Bondy, Théâtre de l'Odéon
- 2016 : Revenez demain de Blandine Costaz, mise en scène Laurent Fréchuret, tournée et Théâtre du Rond-Point
- 2019 : Mon dîner avec Winston de Hervé Le Tellier, mise en scène Gilles Cohen, tournée
- 2020 : Mon dîner avec Winston de Hervé Le Tellier, mise en scène Gilles Cohen, théâtre du Rond-Point
- 2022 : Mon dîner avec Winston de Hervé Le Tellier, mise en scène Gilles Cohen, théâtre de l'Atelier
- 2025 : Un château de cartes de Hadrien Raccah, mise en scène Serge Postigo, tournée

## Distinctions
- Officier de l'ordre des Arts et des Lettres (2021)[3]